# Scytalopus chocoensis
Scytalopus chocoensis е вид птица от семейство Rhinocryptidae.

## Разпространение
Видът е разпространен в Еквадор, Колумбия и Панама.